# Grozny
Grozny  (Russisch: Грозный, Tsjetsjeens: Соьлжа-ГIала, Sölža-Ġala, soms ook Джовхар-ГIала, Džovxar-Ġala) is de hoofdstad van de Russische deelrepubliek Tsjetsjenië. De stad ligt aan de rivier de Soenzja (stroomgebied van de Terek) op 2007 kilometer ten zuiden van Moskou in de Tsjetsjeense Vlakte. De stad had bij de Russische volkstelling in 2010 271.573 inwoners, aanzienlijk minder dan bij de laatste sovjetvolkstelling, toen de stad nog 399.600 inwoners had.

## Naamgeving
Grozny (betekenis: 'verschrikkelijk', 'geducht', 'ontzaglijk', 'ontzagwekkend', 'donderend' of 'bedreigend') werd gesticht in opdracht van de Russische generaal Aleksej Jermolov als het Russische militaire fort Groznaja van 1818 tot 1819 op de plaats van 6 verwoeste Tsjetsjeense dorpen. Dit was het belangrijkste fort in de Soezjenskoj verdedigingslinie, waarmee de Tsjetsjenen in de bergen geen uitvallen meer konden doen via de Chankalskojekloof. Jermolov stond bekend om zijn minachting en haat voor de Tsjetsjenen. Hij noemde hen "wilden" in zijn correspondentie met tsaar Alexander III en "geboren rebellen" en verklaarde dat "hij niet zou rusten, zolang er nog 1 Tsjetsjeen in leven was". In 1827 werd hij echter gedwongen om ontslag te nemen uit het leger door connecties met decembristen.
In 1870 werd het fort benoemd tot plaats en hernoemd tot Grozny. De naamsverandering van 'Groznaja' naar 'Grozny' heeft te maken met het feit dat het Russische vrouwelijke woord 'fort' ("bedreigend fort") veranderde naar het mannelijke woord 'plaats' ("bedreigende plaats"). In de jaren 90 van de 20e eeuw kreeg het de naam Dzjochar of Djohar (Tsjetsjeens: Djovchar Ghaala; "Djovcharstad"), naar de Tsjetsjeense opstandsleider en eerste president Dzjochar Doedajev van de Tsjetsjeense republiek Itsjkerië. Deze naam wordt door sommigen nog steeds gebruikt. In december 2005 werd een stemming gehouden binnen het Tsjetsjeens Parlement om de naam te veranderen naar Achmadkala (naar de vermoorde president Achmat Kadyrov). Dit werd echter afgewezen door vicepremier Ramzan Kadyrov (de zoon van Achmad).

## Geschiedenis
Fort Groznjaja werd gesticht in 1818, ten tijde van de Kaukasusoorlog. De plaats werd aanvankelijk vooral bewoond door Terek-Kozakken. In 1870 had het fort zijn militaire betekenis verloren en werd het tot plaats en okroegcentrum benoemd binnen de oblast Terek. Tegelijkertijd kreeg het de naam Grozny en de status van stad. In 1871 werd het eerste stadsplan gemaakt, maar de stad is altijd een chaotisch geheel gebleven van microdistricten, dorpen en open vlaktes, met lemen huizen met slechts 1 verdieping afgewisseld door modernere Sovjetflats.
In 1893 kwam de doortrekking van de spoorlijn van Beslan naar Grozny naar Bakoe gereed, waarop de stad een sterke industriële groei doormaakte. Begin 20e eeuw werd olie ontdekt en groeide de stad uit tot een van de eerste olieproductiecentra van de Sovjet-Unie. In 1917 waren er 386 oliebronnen. De olie werd vervoerd door een pijplijn (voltooid in 1914) naar Machatsjkala, waar deze werd overgepompt naar schepen. In de stad ontstonden verschillende olieraffinaderijen. Ook ontstond er een ijzersmelterij en verschillende machinefabrieken. Grozny vormt nog het geografische centrum van een netwerk van oliepijpleidingen en is een belangrijk centrum voor de olieproductie.
Tijdens de Russische Burgeroorlog werden in de stad en in de omgeving ervan verscheidene zware gevechten uitgevochten.
In 1922 werd Grozny de hoofdstad van de Tsjetsjeense autonome oblast. Op dat moment was de bevolking nog overwegend Russisch (de stad was bij stichting in een vallei geplaatst om de Tsjetsjeense volken beter te kunnen controleren) en van oorsprong kozak. De kozakken vielen echter in ongenade bij de communisten omdat ze onder andere de witten en de tsaristische monarchie steunden. De sovjetoverheid zag hen als een potentiële bedreiging en moedigde de Tsjetsjenen daarom aan om vanuit de bergen naar de stad te trekken en zich er te vestigen.
In de jaren 20 en 30 werd de olie-industrie hersteld van de schade die het had opgelopen tijdens de oorlog en werd verder uitgebreid. In 1934 werd de Tsjetsjeens-Ingoesjetische autonome oblast gevormd, die in 1936 overging in de Tsjetsjeens-Ingoesjetische ASSR.
Tijdens de Tweede Wereldoorlog was de stad een belangrijk doel voor de Duitsers vanwege de aanwezige olievelden. De Duitsers wisten de stad in het najaar van 1942 tot op enkele tientallen kilometers te naderen, maar de stad werd nimmer ingenomen, mede doordat Adolf Hitler het zwaartepunt van het Duitse offensief liet verleggen naar Stalingrad.
In 1944 werden onder andere het hele Tsjetsjeense en Ingoesjetische volk gedeporteerd naar Centraal-Azië nadat ze waren beschuldigd door Stalin en Beria van collaboratie met de nazi's en van pogingen tot afscheiding. Grozny werd daarop het bestuurlijk centrum van de oblast Grozny binnen de RSFSR. De stad was in die tijd geheel Russisch. In 1957 mochten de bergvolken terugkeren (hun huizen waren vaak ingenomen door anderen en ze waren genoodzaakt om een nieuw bestaan op te bouwen) en werd de Tsjetsjeens-Ingoesjetische ASSR hersteld. In de periode hieropvolgend trokken steeds meer niet-Russen naar de stad, terwijl veel Russen wegtrokken naar andere gebieden binnen de Sovjet-Unie, vaak de Baltische staten. Tegen het einde van de jaren 60 woonden er meer Tsjetsjenen en Ingoesjeten dan Russen in Grozny.
Aan het einde van de jaren 80 was de stad een centrum voor olieboringen, raffinage, petrochemische en chemische industrie en werd er ook aardgas gewonnen. Ook waren er fabrieken in de voedselsector en kledingsector, bosbouw en voor de productie van bouwmaterialen. De stad was verbonden met verschillende olie- en gasvelden door pijpleidingen. Ook liepen pijpleidingen naar Stavropol en Vosnenskaja. In de stad bevonden zich verschillende onderzoeksinstituten, met name gericht op de olie- en gassector.

### Eerste Tsjetsjeense Oorlog
Na het uiteenvallen van de Sovjet-Unie werd Grozny het hoofdkwartier van de Tsjetsjeense afscheidingsbeweging onder leiding van ex-Rode Leger generaal Dzjochar Doedajev. Hij riep de Tsjetsjeense Republiek Itsjkerië uit in 1991. Tijdens deze periode was er sprake van een zekere mate van anarchie in de stad. De meesten van de toen nog woonachtige etnische Russische minderheid werden gedwongen verbannen door criminele organisaties en door militanten, gesteund door mishandelingen en discriminatie door de nieuwe autoriteiten onder leiding van de Tsjetsjeense burgemeester Bislan Gantamirov. Sommige Russische bronnen spreken hierbij van "etnische zuiveringen" (of zelfs "genocide"), maar dit werd nooit officieel zo bestempeld door zowel de Russische overheid als door de internationale gemeenschap. De Russen probeerden middels geheime acties, waarbij gewapende Tsjetsjeense oppositie werd ingezet in een aantal mislukte pogingen om de stad aan te vallen en Doedajev af te zetten. De laatste van deze gewapende acties vond plaats op 26 november 1994 en eindigde met de gevangenneming van ongeveer 70 tankeniers, huurlingen uit het Russische Leger, die in het geheim waren gehuurd door de FSB (daarvoor KGB geheten). De dreiging van Doedajev op tv om ze allen te executeren is als een van de belangrijkste redenen genoemd voor de start van open onderhandelingen door Boris Jeltsin.

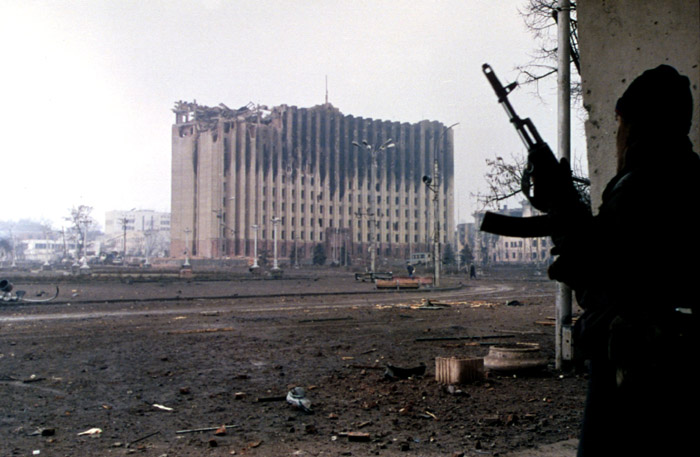
Een Tsjetsjeense strijder in de buurt van het presidentiële paleis in Grozny in januari 1995. Foto genomen door Michail Jevstafjev.

Tijdens de Eerste Tsjetsjeense Oorlog was Grozny het domein van hevige gevechten tussen december 1994 en februari 1995, die uiteindelijk eindigden met de verovering van de stad door het Russische Leger tijdens de Eerste Slag om Grozny. Tijdens de bestorming tussen december 1994 en maart 1995 werd het hele centrale deel van de stad platgebombardeerd en stierven 20.000 tot 25.000 inwoners.
De inname was echter een schijnoverwinning: Guerrillaeenheden die opereerden vanuit de bergen rondom de stad wisten het slechtbewapende en ongemotiveerde Russische Leger steeds weer op gevoelige plekken te raken en de stemming binnen het leger verder te demoraliseren, waaronder de aanval op Grozny in maart 1996, die leidde tot politieke en publieke druk op de Russische regering om zich terug te trekken. In augustus 1996 leidden de Tsjetsjeense militaire leiders Aslan Maschadov en Sjamil Basajev samen met andere leden van het Tsjetsjeense verzet een aanval op de stad. Met tussen de 1500 en 3000 strijders wisten ze de stad in een verrassingsaanval te veroveren en het complete garnizoen van de 10.000 gestationeerde MVD-troepen te omsingelen, terwijl ze reddingsoperaties van Russische hulptroepen vanuit de Chankalabasis succesvol wisten af te slaan. Deze Tweede Slag om Grozny eindigde in een uiteindelijke wapenstilstand, waarna Tsjetsjenië en Grozny opnieuw onderdeel werden van een onafhankelijke republiek; de Tweede Tsjetsjeense Republiek Itsjkerië.
Tijdens de gevechten zorgde de Russische Luchtmacht voor een tapijt van bommen over de stad, wat samen met de hevige gevechten leidde tot de verwoesting van een groot deel van Grozny. Ontelbare gebouwen, waaronder het presidentiële paleis werden in de as gelegd en de straten raakten bezaaid met puin. Het centrale en zuidelijke deel van de stad, die na de eerdere bestorming door de Russen gedeeltelijk waren gerepareerd, raakten bij de bestorming zwaar beschadigd. Naast de duizenden doden onder de beide legers vielen er veel burgerdoden. Volgens sommige bronnen waren dit voornamelijk etnische Russen die vaak niet konden vluchten en zich verschuilden in de binnenstad. De Tsjetsjenen waren veelal de stad uit getrokken naar hun families in de dorpen. Na het luwen van de gevechten werden talloze onherkenbare lichamen gevonden, die werden begraven in massagraven aan de rand van de stad.
In 1997 hernoemde de Tsjetsjeense president Maschadov de stad tot Djohar (of Dzjochar-Kala, naar de voornaam van de gedode leider Doedajev). De Russische minderheid trok ondertussen verder uit de stad.

### Tweede Tsjetsjeense Oorlog en huidige situatie

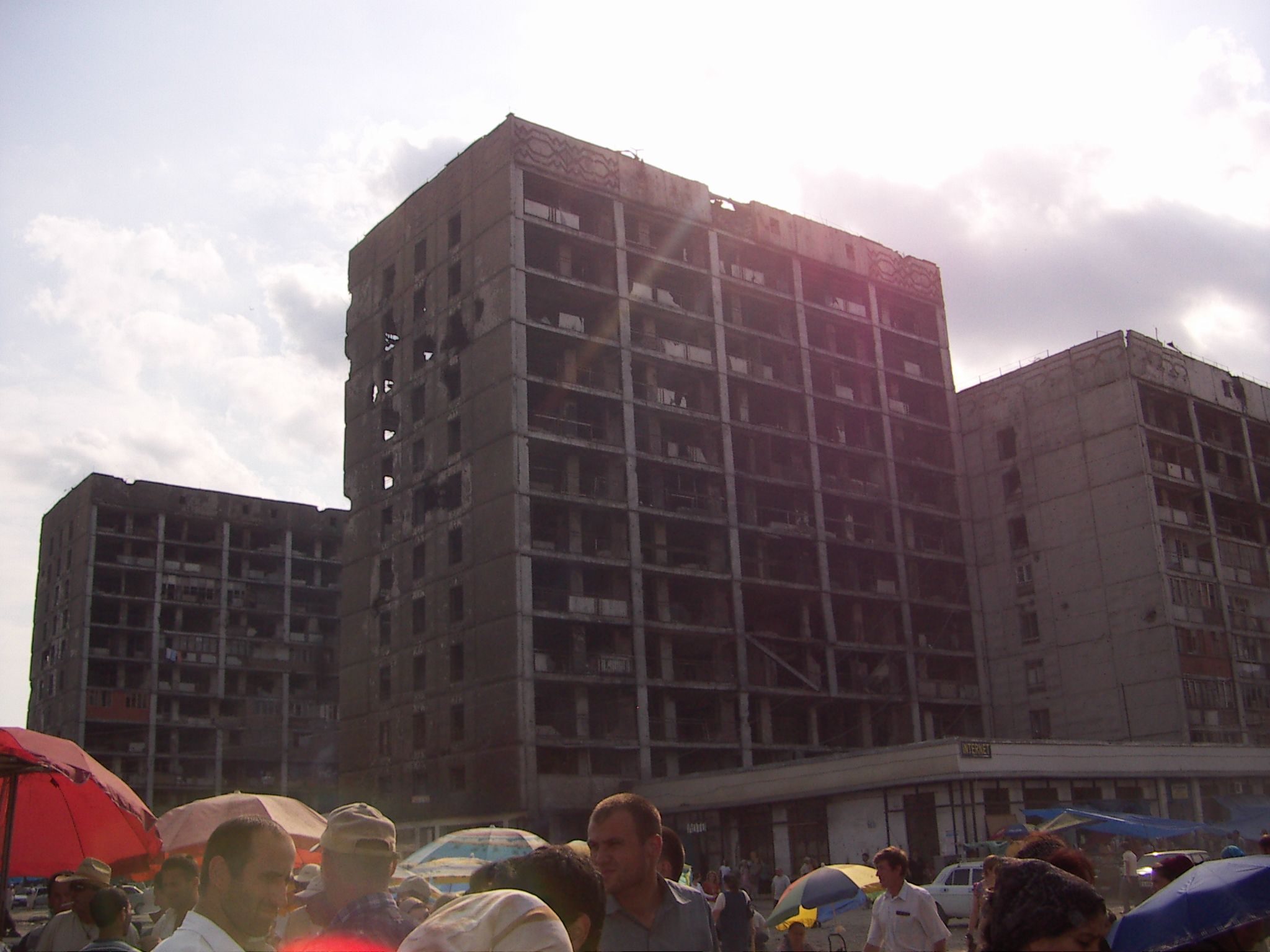
Centrale markt met ruïnes van flatgebouwen op de achtergrond

Grozny werd opnieuw het toneel van gevechten bij het begin van de Tweede Tsjetsjeense Oorlog, waarbij de Derde Slag om Grozny (1999-2000) duizenden doden veroorzaakte. Tijdens de eerste fase van de slag op 25 oktober 1999 schoten Russische eenheden 5 SS-21 Scarab raketten af op de overbevolkte bazaar en een kraamzorggebouw, waarbij meer dan 140 doden vielen en honderden gewond raakten (marktplaatsslachting van Grozny). Na de Russische bombardementen die de herovering tussen oktober 1999 en februari 2000 begeleidden, lagen vrijwel alle woongebieden in puin of waren zwaar beschadigd. 40.000 inwoners die waren achtergebleven overleefden de aanvallen, meer dan 5.000 kwamen om bij de bestorming. Naast de vernieling van de woongebieden, werden ook alle industriële bedrijven tijdens de oorlogen verwoest en geplunderd. Een groot deel van de infrastructuur lag in puin, terwijl ook de meeste instellingen voor de gezondheidszorg waren verwoest.
In de zomer van 2000 was de bevolking inmiddels weer opgelopen tot ruim 80.000 en bij de volkstelling van 2002 werden 210.700 inwoners geteld, hetgeen ruim de helft van de 399.600 bij de laatste Sovjetvolkstelling uit 1989 is.
In 2002 werd een militaire Mi-26-helikopter neergeschoten in de buurt van de Chankalebasis, wat leidde tot de dood van ongeveer 130 Russische soldaten, wat tot op heden wordt gezien als de grootste helikopterramp ter wereld. In 2004 deden Tsjetsjeense rebellen een aanval op de stad, waarbij tientallen doden vielen onder vooral lokale beveiligingseenheden.
In Grozny zetelt sinds de herovering de door Rusland gesteunde regering. Het regeringsgebouw werd op 27 december 2002 door Tsjetsjeense zelfmoordenaars opgeblazen, waarbij 72 doden vielen en 200 mensen gewond raakten. Op 9 mei 2004 werd de pro-Russische president Achmad Kadirov bij een bomaanslag in het stadion van Grozny gedood.
Na de beëindiging van de grootste gevechten in 2002 zijn de stadsautoriteiten langzaam bezig om de infrastructuur en gebouwen van de stad wat te herstellen (zoals de Russisch-orthodoxe Michailkerk die werd verwoest door een Russische jachtbommenwerper in 1995). Een grote groep leeft in verwoeste gebouwen zonder verwarming of schoon kraanwater. Over het lot van de Russische vluchtelingen is weinig bekend, aangezien slechts weinigen zijn teruggekeerd. Een groep van enkele honderden verlaten arme, vaak oudere en/of getraumatiseerde Russische burgers, is achtergebleven in de stad, omdat zij nergens anders heen kunnen.
Onder Ramzan Kadyrov is gestart met een grootschalig project voor de herbouw van de stad met grotendeels Russisch federaal overheidsgeld, waarbij eerst de gebouwen langs belangrijke wegen van de stad werden herbouwd. Als eerste werden daarvoor reeds de gebouwen langs de belangrijkste weg van de stad herbouwd (voltooid in 2004). In 2008 werden deze gebouwen geherstructureerd in de stijl van de jaren 1950 en in hetzelfde jaar werd de weg, die in zijn geschiedenis reeds vele namen kende, hernoemd tot Prospekt Poetina naar president Poetin. Elders in de stad zijn veel bouwprojecten opgestart, waarbij appartementsblokken, kantoren, scholen en industrieën werden opgebouwd. Het aanzicht van de stad is hierdoor sterk verbeterd. De herstelde gebouwen langs de belangrijkste wegen staan grotendeels leeg en zijn soms zelfs van binnen niet of nauwelijks hersteld, wat gevaar opleverde voor inwoners en in de media in 2007 leidde tot vergelijkingen met Potjomkin-dorpen.

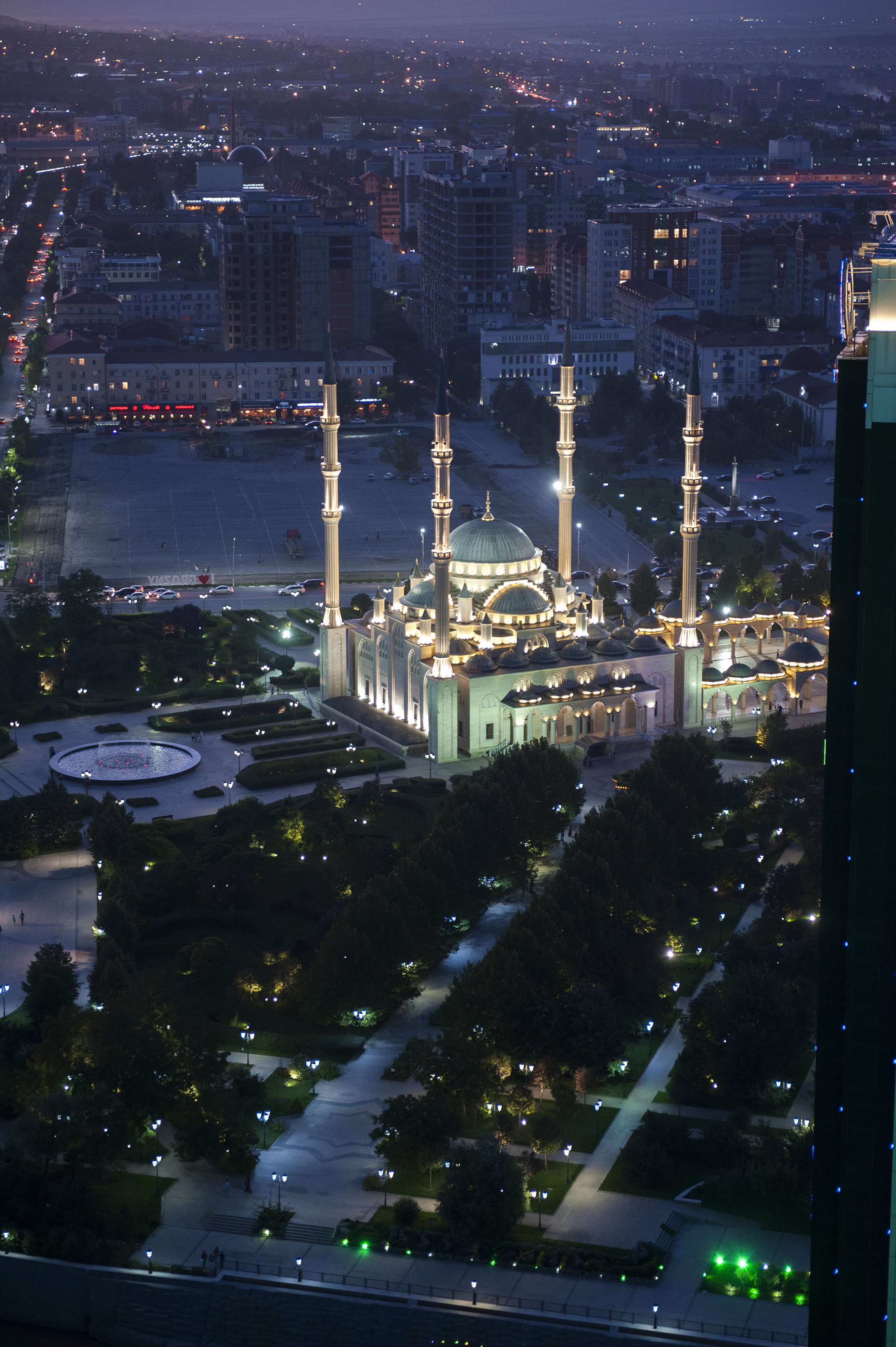
De Achmat Kadyrov-moskee

Tussen 2006 en 2008 liet Kadyrov de Serdtse Tsjetsjni bouwen, een van de grootste moskeeën van Europa, die hij vernoemde naar zijn vermoorde vader Achmat Kadyrov.

## Bestuurlijke indeling en architectuur
Grozny is bestuurlijk onderverdeeld in vier bestuurlijke districten:
- Leninski
- Zavodskoj
- Staropromyslovski
- Oktjabrski

De bovenstaande gebieden zijn woonwijken, maar Staropromyslovski bevat ook het belangrijkste gebied van de stad waar olieboringen worden gedaan, terwijl in het district Okjabrski zich de belangrijkste onderdelen van de industrie van de stad bevinden. De gebouwen van de stad zijn echter bijna allemaal volledig verwoest of zwaar beschadigd tijdens de Tsjetsjeense oorlogen.
Grozny stond bekend om zijn modernistische architectuur en als kuuroord. Er bevond zich een universiteit en de voetbalclub FC Terek Grozny kwam uit de stad.

## Demografie
| 1897   | 1923   | 1926   | 1939    | 1959    | 1970    | 1979    | 1989    | 2002    | 2012    |
| ------ | ------ | ------ | ------- | ------- | ------- | ------- | ------- | ------- | ------- |
| 15.600 | 49.200 | 68.700 | 173.000 | 250.000 | 341.000 | 375.300 | 399.600 | 210.700 | 292.760 |

## Sport
Achmat Grozny is de professionele voetbalclub van Grozny en speelt in de Achmat Arena. De club speelt al meerdere seizoenen op het hoogste Russische niveau, de Premjer-Liga. De club kwam onder de toenmalige naam Terek Grozny in Nederland in het nieuws toen Ruud Gullit er in 2011 als trainer aan de slag ging.

## Geboren in Grozny
- Ljoedmila Toerisjtsjeva (1952), turnster
- Joelia Jefimova (1992), zwemster
- Ivan Savitski (1992), wielrenner